# If Only...
Pour les articles homonymes, voir If Only.
Pour plus de détails, voir Fiche technique et Distribution.
If Only... (The Man with Rain in His Shoes) est un film espagnol réalisé par Maria Ripoll, sorti en 1998.

## Synopsis
Un acteur au chômage trouve le moyen de remonter le temps et tente de reconquérir son ex-petite amie.

## Fiche technique
- Titre : If Only...
- Titre original : The Man with Rain in His Shoes
- Autre titre : Twice Upon a Yesterday
- Réalisation : Maria Ripoll
- Scénario : Rafa Russo
- Musique : Bernardo Fuster, Ángel Illarramendi et Luis Mendo
- Photographie : Javier Salmones
- Montage : Nacho Ruiz Capillas
- Production : Juan Gordon
- Société de production : CLT, Escima, HandMade Films, Mandarin Films, Paragon Entertainment Corporation, Parallel Pictures, UFA International et Wild Rose Productions
- Pays :  Espagne,  France,  Royaume-Uni,  Allemagne et  États-Unis
- Genre : comédie dramatique, fantastique et romance
- Durée : 91 minutes
- Dates de sortie : 
  - Canada : 30 août 1998 (festival des films du monde de Montréal)
  - Espagne : 19 février 1999
  - France : 9 juin 1999

## Distribution
- Lena Headey : Sylvia Weld
- Douglas Henshall : Victor Bukowski
- Penélope Cruz : Louise
- Gustavo Salmerón (en) : Rafael
- Mark Strong : Dave Summers
- Eusebio Lázaro : Don Miguel
- Charlotte Coleman : Alison Hayes
- Neil Stuke : Freddy
- Elizabeth McGovern : Diane
- Antonio Gil : le directeur
- Heather Weeks : Carol
- Inday Ba : Janice
- Paul Popplewell : Simon
- Toby Davies : James

## Distinctions
Le film a été nommé au prix Goya du meilleur nouveau réalisateur.